# FK Ołeksandrija
Futbolnyj Kłub „Ołeksandrija” (ukr. Футбольний клуб «Олександрія») – ukraiński klub piłkarski z siedzibą w Aleksandrii w obwodzie kirowohradzkim, występujący od sezonu 2015/16 w rozgrywkach ukraińskiej Premier Lihi. Założony w roku 1948 jako Szachtar.

## Historia
Chronologia nazw:
- 1948-1989: Szachtar Ołeksandrija (ukr. «Шахтар» Олександрія)
- 1990-2002: Polihraftechnika Ołeksandrija (ukr. «Поліграфтехніка» Олександрія)
- 2003: FK Ołeksandrija (ukr. ФК «Олександрія»)
- 2004-2014: PFK Ołeksandrija (ukr. ПФК «Олександрія»)
- od 2014: FK Ołeksandrija (ukr. ФК «Олександрія»)

Piłkarski zespół Szachtar Ołeksandrija został założony w 1948 roku i reprezentował przedsiębiorstwo „OleksandriaWęgiel”. Klub wtedy występował w rozgrywkach Mistrzostw zespołów kultury fizycznej ZSRR. Dopiero w 1962 roku klub zakwalifikował się do rozgrywek klasy B Mistrzostw ZSRR. Po 9 sezonach kiedy znowu przeprowadzono kolejną reorganizację lig piłkarskich ZSRR klub stracił status profesjonalny i występował w rozgrywkach Mistrzostw zespołów kultury fizycznej ZSRR.
W 1990 roku w zakładzie "polihraftechnika" została organizowana drużyna piłkarska o nazwie Polihraftechnika Ołeksandrija. W 1991 roku zespół zajął 3. miejsce w turnieju finałowym Mistrzostw zespołów kultury fizycznej ZSRR. Pozwoliło to od początku rozgrywek na Ukrainie występować w Pierwszej Lidze. W sezonie 2000/01 klub zajął 3. miejsce i zdobył awans do Wyższej Lihi. Po 2 sezonach występów w Wyższej Lidze w sezonie 2002/03 (w rundzie wiosennej klub nazywa się FK Ołeksandrija) zajął 13. miejsce, ale zrezygnował z dalszych występów przez problemy finansowe. Klub został rozformowany.
Po roku nieobecności w 2004 klub został odrodzony z nazwą PFK Ołeksandrija i zgłoszony do rozgrywek w Drugiej Lidze. W sezonie 2004/05 klub zajął 3. miejsce, a w następnym sezonie 2005/06 2. miejsce i awansował do Pierwszej Lihi.
Od sezonu 2006/07 klub występuje w rozgrywkach Pierwszej Lihi.
W lipcu 2014 po fuzji z klubem UkrAhroKom Hołowkiwka zmienił nazwę na FK Ołeksandrija.

## Barwy klubowe, strój, herb, hymn
|  |  |  |

Klub ma barwy czarno-żółto-zielone. Piłkarki domowe spotkania zazwyczaj grają w białych koszulkach, białych spodenkach oraz białych getrach.

## Sukcesy

### Trofea międzynarodowe
| \| \| Zdobyte trofea w rozgrywkach międzynarodowych (stan na: 31-05-2023) \| |                                                                     |      |          |
| Rozgrywki                                                                    | Osiągnięcie                                                         | Razy | Sezon(y) |
| · Liga Europy · (Puchar UEFA)                                                | zdobywca                                                            | 0    |          |
| · Liga Europy · (Puchar UEFA)                                                | finalista                                                           | 0    |          |
| · Liga Europy · (Puchar UEFA)                                                | 4.miejsce w gr.I                                                    | 1    | 2019/20  |
| FIFA                                                                         | Zdobyte trofea w rozgrywkach międzynarodowych (stan na: 31-05-2023) |      |          |

### Trofea krajowe
Ukraina
| \| \| Zdobyte trofea w rozgrywkach Ukrainy (stan na: 18-05-2025) \| |                                                            |      |                                                 |
| Rozgrywki                                                           | Osiągnięcie                                                | Razy | Sezon(y)                                        |
| · Mistrzostwo                                                       | I miejsce                                                  | 0    |                                                 |
| · Mistrzostwo                                                       | II miejsce                                                 | 1    | 2024/25                                         |
| · Mistrzostwo                                                       | III miejsce                                                | 1    | 2018/19                                         |
| Puchar                                                              | zdobywca                                                   | 0    |                                                 |
| Puchar                                                              | finalista                                                  | 0    |                                                 |
| Puchar                                                              | półfinalista                                               | 1    | 2015/16                                         |
| II liga                                                             | I miejsce                                                  | 2    | 2010/11, 2014/15                                |
| II liga                                                             | II miejsce                                                 | 1    | 2013/14                                         |
| II liga                                                             | III miejsce                                                | 5    | 1992 (gr.A), 1993/94, 2000/01, 2008/09, 2012/13 |
| Ukraina                                                             | Zdobyte trofea w rozgrywkach Ukrainy (stan na: 18-05-2025) |      |                                                 |

- Druha liga (D3):
  - wicemistrz (1x): 2005/06
  - 3.miejsce (1x): 2004/05

ZSRR
| \| \| Zdobyte trofea w rozgrywkach Związku Radzieckiego (stan na: 1-01-1992) \| |                                                                        |      |                        |
| Rozgrywki                                                                       | Osiągnięcie                                                            | Razy | Sezon(y)               |
| Mistrzostwo                                                                     | I miejsce                                                              | 0    |                        |
| Mistrzostwo                                                                     | II miejsce                                                             | 0    |                        |
| Mistrzostwo                                                                     | III miejsce                                                            | 0    |                        |
| Puchar                                                                          | zdobywca                                                               | 0    |                        |
| Puchar                                                                          | finalista                                                              | 0    |                        |
| Puchar                                                                          | 1/128 finału                                                           | 2    | 1962, 1965             |
| II liga                                                                         | I miejsce                                                              | 0    |                        |
| II liga                                                                         | II miejsce                                                             | 0    |                        |
| II liga                                                                         | III miejsce                                                            | 0    |                        |
| II liga                                                                         | 31.miejsce                                                             | 1    | 1962 (grupa ukraińska) |
|                                                                                 | Zdobyte trofea w rozgrywkach Związku Radzieckiego (stan na: 1-01-1992) |      |                        |

- Klass B (D3):
  - 8.miejsce (1x): 1968 (grupa ukraińska)

- Klass B (D4):
  - 24.miejsce (1x): 1970 (grupa ukraińska)

## Poszczególne sezony

### Rozgrywki międzynarodowe

#### Europejskie puchary
Legenda do wszystkich tabel:
- Q – runda eliminacyjna, 1/16, 1/8, 1/4, 1/2 – odpowiednia faza rozgrywek, Grupa – runda grupowa, 1r gr – pierwsza runda grupowa, 2r gr – druga runda grupowa, F – finał, R – runda, PO – play-off
- k. – rzuty karne, los. – losowanie, Dogr. – dogrywka, w. – zasada bramek strzelonych na wyjeździe

| Sezon   | Rozgrywki        | Runda   | Przeciwnik    | Dom | Wyjazd | Ogólnie    |
| ------- | ---------------- | ------- | ------------- | --- | ------ | ---------- |
| 2016/17 | Liga Europy      | 3Q      | Hajduk Split  | 0–3 | 1–3    | 1–6        |
| 2017/18 | Liga Europy      | 3Q      | Astra Giurgiu | 1–0 | 0–0    | 1–0        |
| 2017/18 | Liga Europy      | PO      | BATE Borysów  | 1–2 | 1–1    | 2–3        |
| 2019/20 | Liga Europy      | Grupa I | VfL Wolfsburg | 0–1 | 1–3    | 4. miejsce |
| 2019/20 | Liga Europy      | Grupa I | KAA Gent      | 1–1 | 1–2    | 4. miejsce |
| 2019/20 | Liga Europy      | Grupa I | Saint-Étienne | 2–2 | 1–1    | 4. miejsce |
| 2025/26 | Liga Konferencji | 2Q      | FK Partizan   | 0–2 | 0–4    | 0–6        |

### Rozgrywki krajowe
ZSRR
| \| \| Bilans występów klubu w rozgrywkach piłkarskich Związku Radzieckiego (Stan na 31 grudnia 1991 r.) \| | |        |       |   |   |   |    |    |     |           |        |        |       |
| Poziom | Rozgrywki                                                                                                | Sezony | Mecze | Z | R | P | B+ | B– | Pkt | Lata      | Awanse | Spadki | Naj.  |
| I | Gruppa A / Pierwaja gruppa / Klass A / Wysszaja gruppa A / Wysszaja liga                                 | 0      |       |   |   |   |    |    |     |           | 0      | 0      |       |
| II | Gruppa B / Wtoraja gruppa / Klass B / Klass A, wtoraja gruppa / Klass A, pierwaja gruppa / Pierwaja liga | 1      |       |   |   |   |    |    |     | 1962      | 0      | 1      | 31    |
| III | Gruppa W / Trietja gruppa / Klass B / Klass A, wtoraja gruppa / Wtoraja liga                             | 7      |       |   |   |   |    |    |     | 1963–1969 | 0      | 1      | 8     |
| IV | Gruppa G / Klass B / Wtoraja nizszaja liga                                                               | 1      |       |   |   |   |    |    |     | 1970      | 0      | 1      | 24    |
| | Puchar ZSRR                                                                                              | 5      |       |   |   |   |    |    |     | 1962–1967 | 0      | 0      | 1/128 |
| | Bilans występów klubu w rozgrywkach piłkarskich Związku Radzieckiego (Stan na 31 grudnia 1991 r.)        |        |       |   |   |   |    |    |     |           |        |        |       |

Ukraina
| \| Ukraina \| Bilans występów klubu w rozgrywkach piłkarskich Ukrainy (Stan na 31 maja 2023 r.) \| \| |                                                                                   |        |       |   |   |   |    |    |     |                                 |        |        |      |
| Poziom                                                                                                | Rozgrywki                                                                         | Sezony | Mecze | Z | R | P | B+ | B– | Pkt | Lata                            | Awanse | Spadki | Naj. |
| I | Wyszcza Liha / Premier-liha                                                       | 11     |       |   |   |   |    |    |     | 2001–2003, 2011/12, od 2015     | 0      | 2      | 3    |
| II | Persza liha                                                                       | 18     |       |   |   |   |    |    |     | 1992–2001, 2006–2011, 2012–2015 | 3      | 0      | 1    |
| III                                                                                                   | Druha liha                                                                        | 2      |       |   |   |   |    |    |     | 2004–2006                       | 1      | 0      | 2    |
| IV | Perehidna liha / Tretia liha / Amatorska liha                                     | 0      |       |   |   |   |    |    |     |                                 | 0      | 0      |      |
| | Puchar Ukrainy                                                                    | 30     |       |   |   |   |    |    |     | od 1992                         | 0      | 0      | 1/2  |
| | Superpuchar Ukrainy                                                               | 0      |       |   |   |   |    |    |     |                                 | 0      | 0      |      |
| Ukraina                                                                                               | Bilans występów klubu w rozgrywkach piłkarskich Ukrainy (Stan na 31 maja 2023 r.) |        |       |   |   |   |    |    |     |                                 |        |        |      |

## Piłkarze, trenerzy, prezydenci i właściciele klubu

### Piłkarze

#### Aktualny skład zespołu
Stan na 26.09.2023
| Nr | Poz. | Piłkarz                                    |
| -- | ---- | ------------------------------------------ |
| 1  | BR   | Wiktor Dołhy                               |
| 3  | OB   | Demian Czubaty                             |
| 4  | OB   | Anton Krawczenko                           |
| 5  | OB   | Roman Sawczenko (wyp. z Szachtara Donieck) |
| 6  | PO   | Kyryło Kowałeć                             |
| 7  | PO   | Artur Mykytyszyn                           |
| 8  | PO   | Kyryło Sihejew (wyp. z Szachtara Donieck)  |
| 9  | PO   | Władysław Kalitwincew (kapitan)            |
| 10 | NA   | Andrij Kułakow                             |
| 11 | PO   | Artem Szulanski                            |
| 12 | OB   | José Hernández (wyp. z CSD Macará)         |
| 14 | PO   | Artem Kułakowski (wyp. z Worskły Połtawa)  |
| 15 | NA   | Andrij Andrejczuk                          |
| 16 | PO   | Bohdan Biłoszewski                         |
| 17 | PO   | Jarosław Bazajew                           |

| Nr | Poz. | Piłkarz                                  |
| -- | ---- | ---------------------------------------- |
| 18 | OB   | Serhij Łohinow                           |
| 19 | PO   | Rodion Płaksa                            |
| 20 | PO   | Daniił Waszczenko                        |
| 21 | PO   | Ołeksandr Bielajew                       |
| 22 | OB   | Danił Skorko                             |
| 23 | NA   | Geovani                                  |
| 24 | OB   | Ołeksandr Martyniuk                      |
| 30 | PO   | Jurij Kopyna                             |
| 33 | NA   | Juan Alvina                              |
| 44 | BR   | Heorhij Jermakow                         |
| 55 | PO   | Jewhenij Smyrny                          |
| 71 | PO   | Denys Szostak                            |
| 77 | BR   | Mykyta Szewczenko                        |
| 88 | NA   | Władysław Pohoriły                       |
| 91 | PO   | Mykoła Mychajłenko (wyp. z Dynama Kijów) |

#### Piłkarze na wypożyczeniu
| Nr | Poz. | Piłkarz                                              |
| -- | ---- | ---------------------------------------------------- |
|    | PO   | Iwan Kalużny (w ŁNZ Czerkasy do 30.06.2024)          |
|    | PO   | Iwan Matiuszenko (w Dinaz Wyszogród do 30.06.2024)   |
|    | NA   | Artur Awahimian (w Czornomoreć Odessa do 30.06.2024) |

| Nr | Poz. | Piłkarz                                         |
| -- | ---- | ----------------------------------------------- |
|    | NA   | Jehor Huniczew (w FK Mynaj do 30.06.2024)       |
|    | NA   | Bohdan Kobzar (w Dinaz Wyszogród do 30.06.2024) |

### Trenerzy
...
- 01.1965–12.1966:  Hryhorij Bałaba

...
- 07.1972–12.1972:  Wiktor Żylin

...
- 01.1992–06.1992:  Ołeksandr Iszczenko
- 08.1992–09.1994:  Jurij Kowal
- 09.1994–06.1996:  Anatolij Buznik
- 07.1996–09.1997:  Jurij Kowal
- 09.1997–05.1998:  Serhij Marusin
- 06.1998–06.1998:  Hryhorij Iszczenko
- 07.1998–09.1999:  Anatolij Radenko
- 09.1999–11.1999:  Hryhorij Iszczenko
- 01.2000–06.2003:  Roman Pokora
- 07.2003–06.2004: klub nie istniał
- 07.2004–06.2006:  Roman Pokora
- 07.2006–04.2008:  Wiktor Bohatyr
- 04.2008–06.2009:  Jurij Kowal
- 07.2009–11.2009:  Serhij Kowałeć
- 31.01.2010–22.12.2011:  Wołodymyr Szaran
- 8.01.2012–9.04.2012:  Łeonid Buriak
- 9.04.2012–13.04.2013:  Andrij Kupcow (p.o.)
- 13.04.2013–11.06.2013:  Witalij Perwak (p.o.)
- 11.06.2013–18.05.2021:  Wołodymyr Szaran
- 18.05.2021–...:  Jurij Hura

## Struktura klubu

### Stadion
Klub rozgrywa swoje mecze domowe na stadionie Nika, który może pomieścić 5.692 widzów i ma wymiary 115 x 76 metrów.

## Kibice i rywalizacja z innymi klubami

### Derby
- Zirka Kropywnycki
- UkrAhroKom Hołowkiwka